# Џејмс Кларк Рос
Сер Џејмс Кларк Рос (енгл. Sir James Clark Ross; Лондон, 15. април 1800 — Ојлесбери, 3. април 1862), је био британски поморски официр и истраживач. Истраживао је Антарктик са својим стрицом сером Џоном Росом и сером Вилијамом Перијем, а касније је водио своју експедицију на Антарктик.

## Биографија
Рос је рођен 15. априла 1800. године у Лондону. У морнарицу је ступио 1812. под заповедништво свог стрица. Свог стрица је пратио на његовом првом арктичком путовању у потрази за Северозападним пролазом 1818. Између 1819. и 1827. учествовао је у четири арктичке експедиције под Перијем, а од 1829. до 1833. је опет служио под својим стрицом. Током тог путовања су открили положај Северног магентског пола 1. јуна 1831. на полуострву Бутија на далеком северу Канаде.
Рос је 1834. унапређен у капетана, а од 1835. до 1838 је учествовао у магнетном премеравању Велике Британије. Између 1839. и 1843. је командовао антарктичком експедицијом на бродовима ХМС Еребус и ХМС Терор и уцртао је велики део обале континента. На путовању је учествовао Џозеф Далтон Хукер, који је био позван као помоћни хирург. Бродови су имали изузетно дебео труп, што се показало од изузетне важности на дебелом леду. Рос је 1841. открио Росово море, Викторијину земљу и вулкане Еребус и Терор. Пловили су 250 mi (400 km) уз ивицу ниске ледене плоче коју су назвали Викторијина баријера, а која је касније преименована у Росову ледену плочу у његову част. Следеће године је погушао да се пробије јужније и истражио је источну страну онога што је данас познато као Острво Џејмса Роса, отркио је и дао имена острву Снежног брега и Сејморовом острву.
По свом повратку у домовину Рос је добио титулу витеза, а био је предложен за француски орден Легије части. Године 1847. издао је књигу о експедицији „Путовање открића и истраживања јужних и антарктичких регија“. Изабран је у Краљевско друштво 1848. и те године је учествовао у својој последњој експедицији на броду ХМС Ентерпрајз (1848)), у првој потрази за Џоном Френклином. Рос је умро у Ојлесберију 1862.